# Sent Feliç de Relhac e Mòrtamar
Sent Feliç de Relhac e Mòrta Mar (en francès Saint-Félix-de-Reillac-et-Mortemart) és un municipi francès situat al departament de la Dordonya i a la regió de la Nova Aquitània.

## Demografia
| 1962                                       | 1968 | 1975 | 1982 | 1990 | 1999 | 2007 |
| ------------------------------------------ | ---- | ---- | ---- | ---- | ---- | ---- |
| 198                                        | 192  | 188  | 201  | 194  | 214  | 196  |
| Des de 1962: població sense dobles comptes |      |      |      |      |      |      |

## Administració
| Període   | Identitat              | Partit |
| --------- | ---------------------- | ------ |
| 1995-2008 | Jacques Guinot         |        |
| 2008-     | Jean-François Autefort |        |